# Борковський Віктор Іванович
Ві́ктор Іва́нович Борко́вський (* 6 (18) січня 1900, Мінськ — † 26 грудня 1982, Москва) — білоруський мовознавець. Доктор філологічних наук (1950). Професор (1930). Член-кореспондент (від 1958 року), дійсний член (від 1972 року) Академії наук СРСР. Лауреат Державної премії СРСР (1970).

## Біографічні відомості
Віктор Іванович Борковський народився 6 січня (18 січня за новим стилем) 1900 року в Мінську.
1923 року закінчив Петроградський університет. У 1930—1946 роках працював у педагогічних інститутах Могильова, Новгорода, Миколаєва, Сімферополя.
У 1946—1950 роках працював у Львові — у Львівському університеті та педагогічному інституті. Водночас у 1948—1949 роках був завідувачем Львівського відділу Інституту мовознавства.
Директор Інституту мовознавства AH CPCP (1954—1960).
У 1960—1982 роках працював в Інституті російської мови АН СРСР.
Нагороджено орденом Леніна, орденом Жовтневої Революції, орденом «Знак Пошани».

## Наукова діяльність
Основні праці присвячено історичній граматиці та діалектології східнослов'янських мов. Борковський — автор досліджень з історії вітчизняного мовознавства та Берестяних грамот.
Питання українського мовознавства досліджено в статтях:
- «Безособові речення в давньоруських грамотах 14—15 ст. південного походження» («Известия AH CCCP. Отделение литературы и языка», 1950, т. 9, в. 5);
- «Вклад російських вчених в українське мовознавство» («Мовознавство», 1955, т. 13).

Праці:
- «Синтаксис давньоруських грамот» (1949—1958)
- «Використання діалектних даних у творах з історії синтаксису східнослов'янських мов» (1958).